# Généralité de Soissons
1595–1790
(430 ans)
Entités précédentes :
- Création

Entités suivantes :
- Aisne
- Somme
- Oise

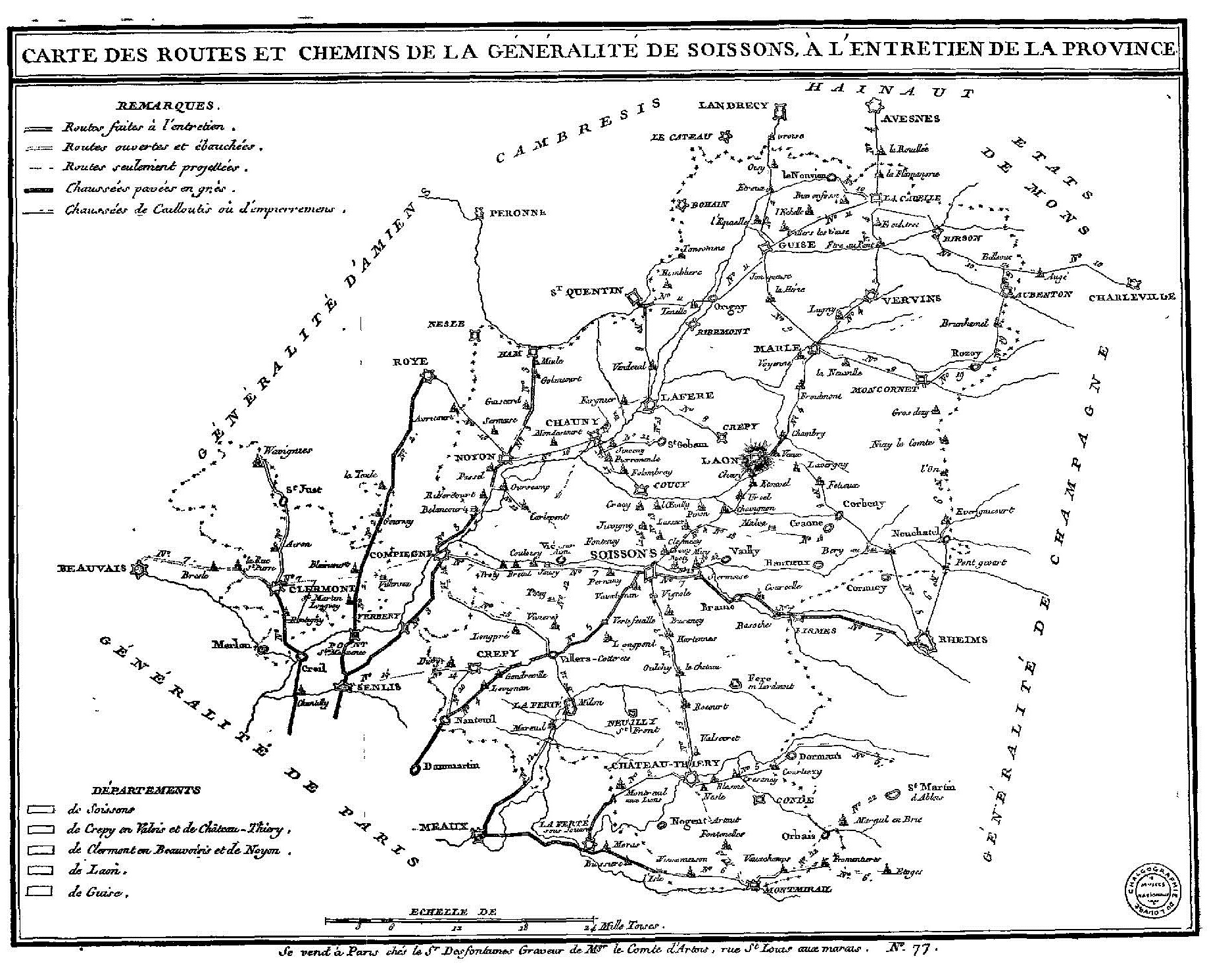
Carte datant entre 1780 et 1783 de la généralité de Soissons.

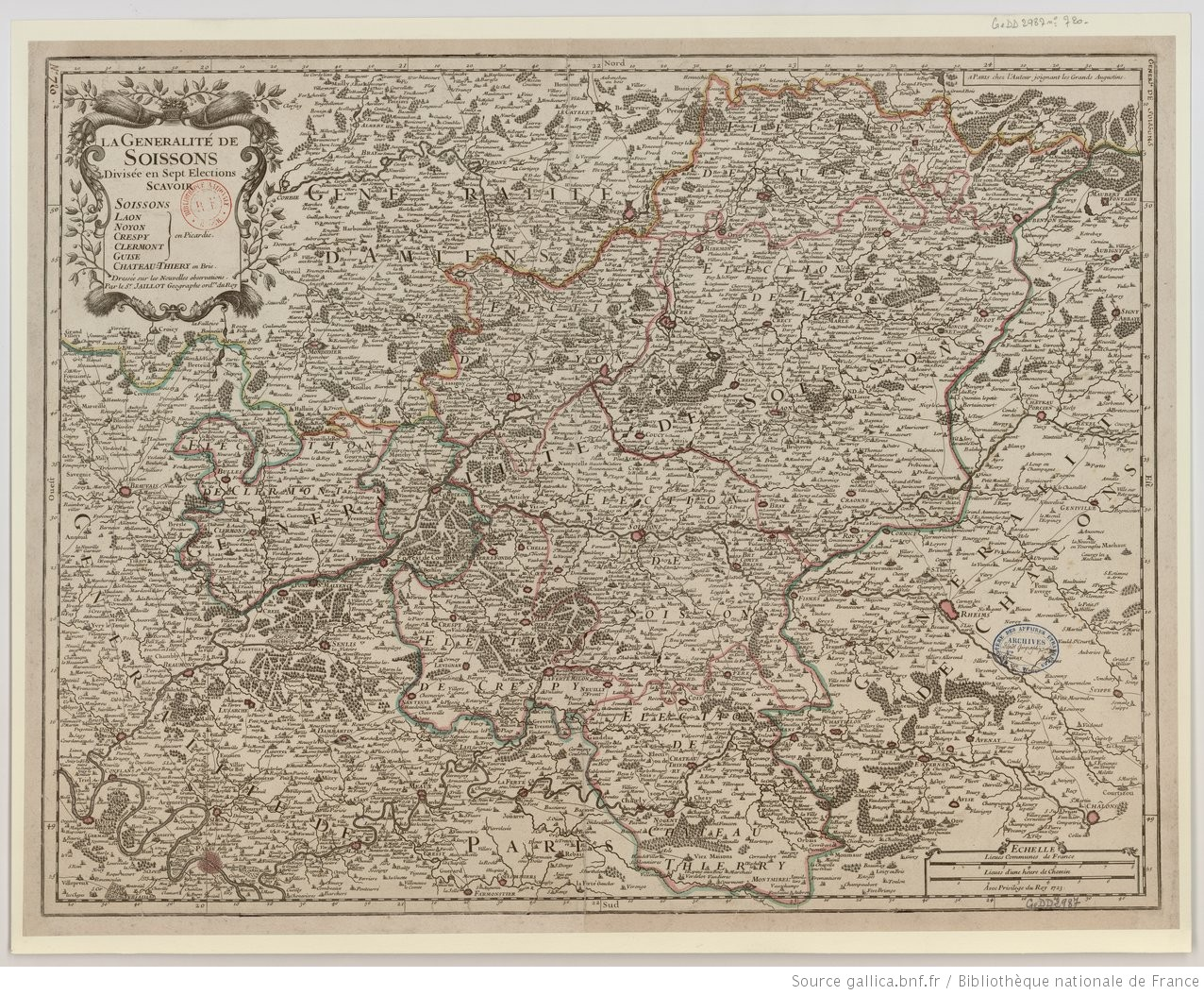
Carte datant de 1723 de la généralité de Soissons, indiquant la province d'origine de chaque élection, toutes sont issues de la Picardie à l'exception de Château-Thierry, provenant de la Brie.

La généralité de Soissons était une circonscription administrative composée principalement de pays issus de la province de Picardie réunis au gouvernement d'Île-de-France à cette époque et créée en 1595.
Elle se composait de sept élections ; vingt-quatre subdélégations (intendance).

## Histoire
En 1595, on chercha à doter Laon d'un bureau des finances, mais l'influente magistrature laonnoise s'y opposa, par crainte de la concurrence de ces nouveaux fonctionnaires. Soissons est alors choisie car c'était devenu une place de sûreté du duc de Mayenne à la suite de sa soumission à Henri IV, et la nouvelle généralité est créée par un édit de novembre 1595 daté du camp de La Fère.
Sur le plan des élections, qui étaient des circonscriptions administratives et financières, la nouvelle généralité est formée :
- de l'élection de Noyon en la démembrant de la généralité d'Amiens.
- de l'élection de Laon en la démembrant de la généralité de Champagne. Cette élection couvrait un territoire correspondant aux pays traditionnels du Laonnois et de la Thiérache, et donc de Guise, qui sera finalement détachée de cette élection pour en devenir une à elle seule.
- des élections de Château-Thierry, Clermont, Crépy-en-Valois, et Soissons, en les démembrant de la généralité de Paris[1].

Sur le point de vue culturel, les élections occupent des territoires des provinces suivantes :
- Les élections de Clermont, Crépy-en-Valois, Laon, Noyon et Soissons sont en Picardie.
- L'élection de Château-Thierry est en Brie, en Champagne donc.

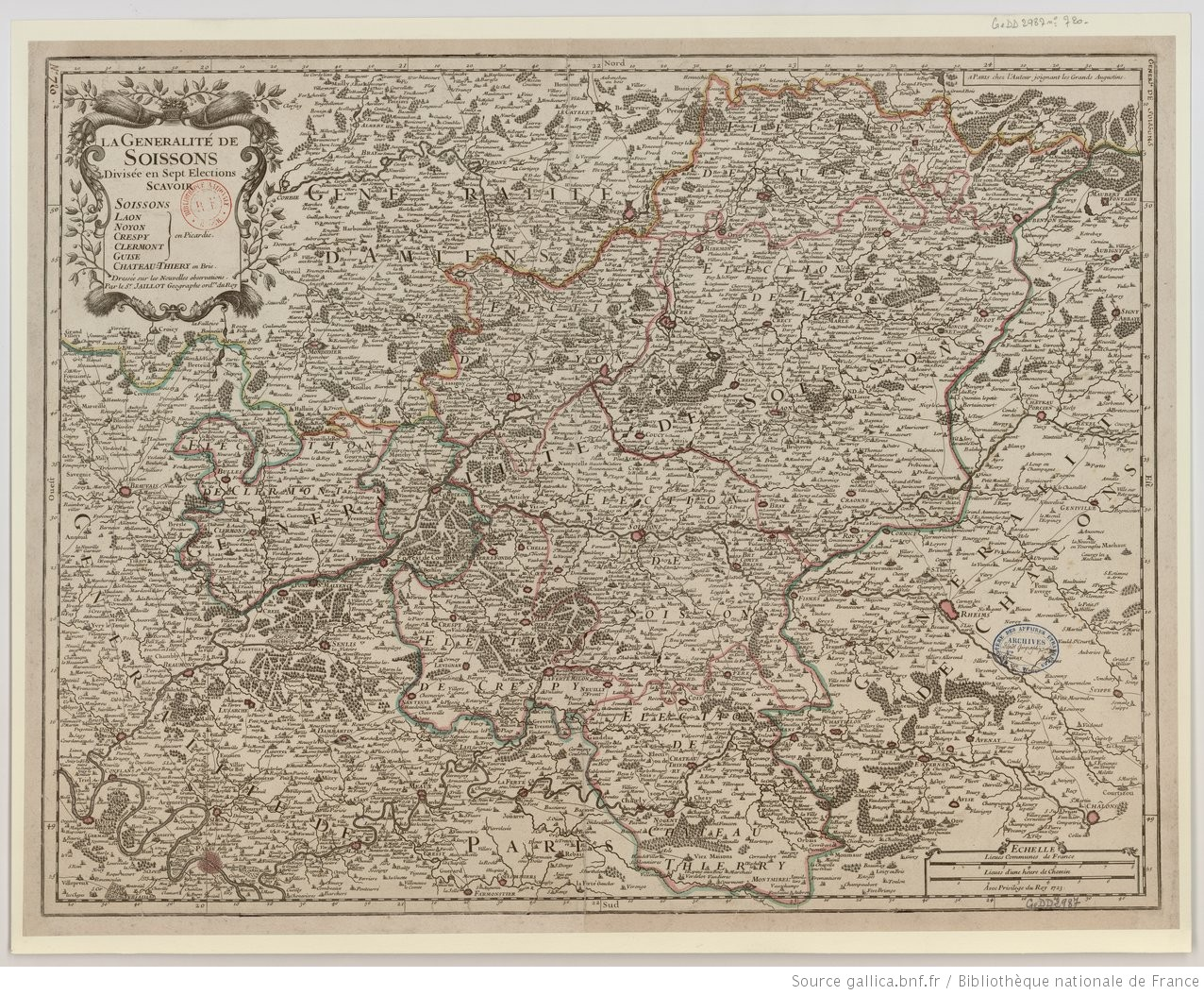
Carte de la généralité de Soissons par Alexis Hubert Jaillot, indiquant la province d'origine de chaque élection, toutes sont issues de la Picardie à l'exception de Château-Thierry, provenant de la Brie.

Au moment de la Révolution, le bureau des finances de Soissons se composait d'un intendant, 22 trésoriers de France, un chevalier d'honneur, 2 avocats, 2 commissaires au département des tailles, un commissaire des ponts et chaussées, 2 receveurs généraux des finances, un receveur général des domaines et forêts et 2 procureurs.
En 1787 est créée une assemblée provinciale pour le Soissonnais dans le cadre de la généralité.
Lors de la création des départements, Louis XVI confie la tâche du découpage du futur département de l'Aisne à Jean Charles Joseph Hyacinthe de Sars (qui deviendra maire de Laon en 1800). On pense d'abord réunir le Vermandois et le Soissonnais, mettant Laon au centre. Face à l'opposition de Soissons, un nouveau plan est élaboré, coïncidant approximativement avec la principale partie de la généralité de Soissons (élections de Soissons, Laon et Guise) à laquelle est rattachée l'élection de Saint-Quentin prise à la généralité d'Amiens. Le choix du chef-lieu est tranché en faveur de Laon en 1790 par une réunion des électeurs à Chauny.

## La généralité d'après le Règlement général du 24 janvier 1789 (États généraux)
Noms des bailliages principaux, suivis du nombre de députés à élire et du nom des bailliages secondaires :
- Bailliage de Château-Thierry, 4 députés ;
- Bailliage de Clermont en Beauvoisis, 4 députés ;
- Bailliage de Crépy-en-Valois, 4 députés ;
- Bailliage de Soissons, 4 députés ;
- Bailliage de Villers-Cotterêts, 4 députés ;
- Bailliage du Vermandois à Laon, 12 députés, (Chauny, Coucy, Guise, La Fère, Marle, Noyon).

## Liste des circonscriptions administratives
La généralité étant une des circonscriptions administratives majeures, la connaissance historique du territoire concerné passe par l'inventaire des circonscriptions inférieures de toute nature. Cet inventaire est la base d'une exploration des archives réparties entre les différentes archives départementales des départements compris dans la généralité.
Cette liste ne comporte pas les bailliages ci-dessus, leurs appellations exactes restant à confirmer.
- Bailliage de la duché-pairie d'Aubenton, aux princes de Condé
- Bailliage-présidial de Château-Thierry, démembré du bailliage de Vitry-en-Perthois
- Élection de Château-Thierry
- Subdélégation de Château-Thierry
- Subdélégation de Chauny
- Élection de Clermont-en-Beauvaisis, enclave des généralités d'Amiens et de Paris
- Subdélégation de Clermont-en-Beauvaisis
- Bailliage royal de Coucy-le-Château
- Subdélégation de Coucy-le-Château
- Subdélégation de Craonne
- Élection de Crépy, Crépy-en-Valois
- Subdélégation de Crépy-en-Valois
- Bailliage de la duché-pairie de Guise, aux princes de Guise, puis de Condé
- Élection de Guise
- Subdélégation de Guise
- Subdélégation de Ham
- Subdélégation de Hirson
- Élection de Laon
- Subdélégation de Laon
- Bailliage de la duché-pairie épiscopale de Laon et du comté d'Anizy
- Bailliage du chapitre cathédral de Laon, plusieurs prévôtés
- Subdélégation de Fère-en-Tardenois
- Bailliage royal de La Fère, depuis 1607 démembré du bailliage de Laon
- Subdélégation de La Fère
- Subdélégation de La Ferté-Milon
- Bailliage royal de Marle, depuis 1607 démembré du bailliage de Laon, deux paroisses
- Subdélégation de Marle
- Subdélégation de Montmirail
- Subdélégation de Nesle
- Subdélégation de Neuilly-Saint-Front
- Élection de Noyon
- Subdélégation de Noyon
- Subdélégation d'Oulchy-le-Château
- Bailliage royal de Ribemont, puis de Guise en 1768
- Subdélégation de Ribemont
- Subdélégation de Rozoy
- Élection de Soissons
- Subdélégation de Soissons
- Bailliage-présidial de Vermandois à Laon, début XIIIe
- Bailliage-royal de Vermandois à Chauny, démembré du bailliage de Vermandois
- Bailliage-royal de Vermandois à Saint-Quentin
- Subdélégation de Vervins
- Bailliage royal de Villers-Cotterêts, depuis 1703, démembré du bailliage de Crépy-en-Valois
- Subdélégation de Villers-Cotterêts